# Prosopogryllacris labaumei
Prosopogryllacris labaumei är en insektsart som först beskrevs av Griffini 1912.  Prosopogryllacris labaumei ingår i släktet Prosopogryllacris och familjen Gryllacrididae. Inga underarter finns listade i Catalogue of Life.